# Federazione calcistica della Moldavia
La Federazione moldava di calcio (in rumeno Federația Moldovenească de Fotbal), nota anche con l'acronimo FMF, è l'organismo che controlla il calcio in Moldavia.
Si occupa dell'organizzazione del campionato locale e pone sotto la propria egida la nazionale di calcio. Ha sede nella capitale Chișinău.